# (41488) Sindbad
(41488) Sindbad est un astéroïde de la ceinture principale.

## Description
(41488) Sindbad, provisoirement dénommé 2000 QE71, est un astéroïde de la ceinture principale. Il fut découvert le 29 août 2000 par l'astronome australien John Broughton à Reedy Creek.
Il présente une orbite caractérisée par un demi-grand axe égal à 3,943 UA et une excentricité de 0,1519. Son inclinaison par rapport au plan de l'écliptique est de 9,618°. Il est classifié par le Centre des planètes mineures comme membre du groupe de Hilda.

## Nom
Cet astéroïde tient son nom de Sindbad, le marin légendaire de Baghdad, personnage des Mille et une nuits.